# جيمس كارلي
جيمس كارلي هو مؤرخ كندي، ولد في 1946.